# Leča
Pour les articles homonymes, voir Leca.
Leča (en serbe cyrillique : Леча) est un village de Serbie situé sur le territoire de la Ville de Novi Pazar, district de Raška. Au recensement de 2011, il comptait 296 habitants.

## Démographie
| 1948 | 1953 | 1961 | 1971 | 1981 | 1991 | 2002 | 2011 |
| ---- | ---- | ---- | ---- | ---- | ---- | ---- | ---- |
| 603  | 653  | 742  | 755  | 569  | 407  | 319  | 296  |

|  |